# Mobile Suit Gundam: Char's Counterattack
Mobile Suit Gundam: Char's Counterattack (機動戦士ガンダム 逆襲のシャア Kidō Senshi Gandamu: Gyakushū no Shā?) es una película animada japonesa de 1988 ambientada en el año U.C. (Universal Century) 0093.
La película fue estrenada el 12 de marzo de 1988. Char's Counterattack es la culminación de la saga original que empezó con Mobile Suit Gundam y que continuó con Mobile Suit Zeta Gundam y Mobile Suit Gundam ZZ, marcando el conflicto final de una rivalidad de 14 años entre Char Aznable y Amuro Ray. La película se basaen una novela escrita por Yoshiyuki Tomino, creador de Gundam. La película supuestamente marcó el final de las tensiones entre la Federación de la Tierra y el Principado de Zeon (hasta el estreno de Gundam Unicorn en 2010).
Char's Counterattack el primer largometraje de la franquicia en utilizar gráficos generados por computadora durante una toma de 5 segundos de la Colonia espacial Sweetwater rotando en el espacio. Nunca ha sido licenciada ni doblada al español.

## Resumen
La película esta cronológicamente ambientada en marzo del año 0093 del UC. Después de pasar 5 años en clandestinidad, Char Aznable resurge de la sombras para dirigir las fuerzas de Neo-Zeon una vez más en su lucha para independizarse de la Federación de la Tierra. Aún sigue determinado a hacer que la humanidad colonice el espacio por completo. Este moviliza fuerzas militares para dejar caer el asteroide Quinta Luna sobre los cuarteles de la Federación ubicados en Lhasa, Tíbet. También ha planeado estrellar la Base-Asteroide Axis contra la Tierra bajo el pretexto de una rendición de las fuerzas de Neo Zeon.
Sin embargo la Federación de la Tierra a preparado una Fuerza de Tarea anti-insurgencias para enfrentarlo: La Fuerza Londo Bell. Dentro de los miembros de la Fuerza Londo Bell se encuentran los veteranos de la Guerra de un Año Bright Noa y Amuro Ray, a quien Char quiere matar en venganza por la muerte de Lalah Sune.
Una batalla estalla alrededor del asteroide Axis cuando la Fuerza Londo Bell lucha por detener a Char antes de que el Asteroide entre en la atmósfera de la Tierra. Un equipo de demoliciones de la Fuerza Londo Bell hace estallar al asteroide desde adentro, pero una mitad sigue su curso hacia la tierra. En el fulgor de la batalla, Amuro atrapa a Char y trata de empujar el asteroide con su Gundam para evitar que impacte en la Tierra. Mobile Suits de la Federación de la Tierra y de Neo Zeon, se unen a Amuro y lo ayudan a empujar el asteroide. A medida que el grupo trata de realizar lo imposible, el RX-93 Nu Gundam de Amuro resuena creando una psyco- onda alrededor del asteroide, empujándolo lejos Tierra, y alejando a todos los mobile suits del área. Las fuerzas de la Federación de la tierra y Neo-Zeon observan como el asteroide es desviado alejándose de la tierra. Ambos Amuro y Char son dados por muertos por sus respectivos bandos

## Personajes

### Federación de la Tierra
Amuro Ray
Amuro Ray es el afamado héroe de la Guerra de Un Año. Después de pasar años siendo vigilado por agentes federales, Amuro pasa ahora a ser miembro de la fuerza de Tarea Londo Bell. Antes de unirse a los Londo Bell, Amuro asistió a los AEUG y Karaba durante el Conflicto de Grhyps en Mobile Suit Z Gundam. Amuro es el diseñador y piloto del mobile suit principal,  el RX-93 ν-Gundam.
Amuro Ray es interpretado por  Tōru Furuya.
Bright Noa
Bright Noa es el comandante de la fuerza de combate Londo Bell y el capitán del Ra Cailum, la nave insignia de los Londo Bell.
Bright Noa es interpretado por Hirotaka Suzuoki.
Chan Agi
Chan Agi es una ingeniera que trabaja para la federación terrestre. Chan trabaja junto a Amuro probando al ν-Gundam, y también desarrolla cierto afecto hacia el. Hathaway Noa  la mata por haber matado a Quess.
Chan Agi interpretada por Mitsuki Yayoi
Hathaway Noa
Hathaway Noa es el Mayor del capitán Bright Noa.  Hathaway se une a la tripulación del Ra Cailum cuando estos los rescatan un transbordador en el que el viajaba junto con Quess. Siente un flechazo por Quess. La muerte de esta a manos de Chan provocará que Hathaway la asesine.
Hathaway Noa es interpretado por Nozomu Sasaki
Kayra Su
Es una de las pilotos del Londo Bell y compañera sentimental de Astonage Medoz (personaje de Z Gundam). Kayra se convierte en la piloto del RGZ-91 después que Amuro consigue el Gundam RX-93. Muere por aplastamiento del Jagd Doga pilotado por Gyun Guss.

### Neo-Zeon
Char Aznable
Habiendo desaparecido al final de Z Gundam, Char Aznable busca nuevamente forzar a la humanidad al éxodo total hacia el espacio como parte de su próximo paso en evolución humana, para así, un día, crear una raza de Newtypes. Char es el piloto del MSN-04 Sazabi, un mobile suit único en su clase, pintado en su tradicional color rojo carmesí. Cuando la batalla alcanza su punto más alto, Char le revela a Amuro, que el mismo fue quien le facilitó a Anaheim Electronics la tecnología Psycoframe del v-Gundam (la misma tecnología del Sazabi) para que ambos pudiesen pelear en igualdad de condiciones.
Char Aznable es interpretado por Shūichi Ikeda
Quess Paraya
Quess Paraya es la hija del viceministro Adeneur Paraya. Quess es una adolescente desobediente que busca aceptación por parte de los adultos. Ella siente atracción por Amuro y siente celos por la relación que este tiene con Chan. Más tarde, Quess se une a Char Aznable, a quien ve como una figura paterna, sin embargo esta siente celos de Nanai por la relación que esta tiene con Char. primero conduce un Jagd-Doga rojo, y luego el NZ-333 α-Azieru
Quess Paraya es interpretada por Maria Kawamura
Nanai Miguel
Amante de Char, directora del Instituto Newtype y oficial de operaciones en la nave Rewloola.
Gyunei Guss
Gyunei Guss es un piloto de Jagd-Doga. Gyunei actúa como piloto de flanco de Char en la primera parte de la película. Gyunei es desdeñado por sus otros compañeros pilotos gracias a sus mejoras como Cyber Newtype. Gyunei está obsesionado con matar a Amuro para probarle a todos que es tan bueno como hábil como Char y así ganar el afecto de Quess en el proceso. (aunque ella lo rechaza). Muere a manos de Amuro.
Gyunei Guss es interpretado por Kōichi Yamadera
Rezin Schneider
Es una de las pilotos no-newtypes de Neon- Zeon. Rezin conduce un Geara Doga azul para distinguirse de los demás Geara Dogas.
Rezin Schneider es interpretada por Kazue Ikura

## Máquinas

### Federación Terrestre
Mobile Suits
- RGM-86R GM III
- RGM-89 Jegan

Unidades de Apoyo
- Clop-class
- FF-X7-Bst Core Booster
- Salamis Kai-class

### Fuerza de Combate Londo Bell
Mobile Suits
- Med
- RGM-89 Jegan
- RGZ-91 Re-GZ
  - RGZ-91 Re-GZ + BWS
- RX-93 ν Gundam
  - RX-93-ν2 Hi-ν Gundam (Rediseño de la novela Betrochika's Children)
- Zuck

Unidades de Apoyo
- Base Jabber
- Crucero ligero clase Clop
- Ra Cailum (Insignia)

### Neo Zeon
Mobile Suits
- AMS-119 Geara Doga
  - AMS-119 Geara Doga (Rezin Schneider)
- MSN-03 Jagd Doga (Gyunei)
  - MSN-03 Jagd Doga (Quess)
- MSN-04 Sazabi
  - MSN-04II Nightingale (Rediseño de la novela Betrochika's Children)
- NZ-333 α Azieru
- RMS-116H Hobby Hizack

Unidades de Apoyo
- Crucero clase Musaka
- Crucero clase Rewloola
- Shackles
- Lanzadera camuflada
- Patrullera

### Civiles
MS
- Med

Unidades de Apoyo
- Plenitude
- Tien Lu
- Tug Boat

## Producción y desarrollo
Yoshiyuki Tomino adaptó a Char's Counterattack a partir de una novela de su autoría, llamada Hi-Streamer. Más tarde escribió otra novela como una versión alternativa, llamada Beltorchika's Children. Tomino había planeado el regreso de Char para la serie Mobile Suit Gundam ZZ,  sin embargo, cuando recibió luz verde para hacer a Char's Counterattack,  los planes de incluir a Char en la serie se abortaron.[cita requerida] Algunas de las diferencias entre la película y las novelas son las siguientes: Amuro y Char aparecen pilotando versiones avanzadas del ν-Gundam y del Sazabi: El Hi-ν-Gundam y the MSN-04-II Nightingale, BeltrochiKa Irma (personaje de Z Gundam) está embarazada de Amuro, Hathaway mata accidentalmente a Quess en vez de a Chan y se confirman las muertes de Amuro y Char.

### Equipo de Producción
- Director/Guión: Yoshiyuki Tomino
- Diseño de personajes: Hiroyuki Kitazume
- Diseño de Mobile Suits: Yutaka Izubuchi
- Diseño Mecánico: Gainax, Yoshinori Sayama
- Director Artístico: Shigemi Ikeda

### Tema musical
Tema de clausura
- "Beyond the Time ~Möbius no Sora wo Koete~" (BEYOND THE TIME ～メビウスの宇宙を越えて～ BEYOND THE TIME Mebiusu no Sora wo Koete?, Beyond the Time ~Beyond the Möbius Universe~)
  - Letra: Mitsuko Komuro
  - Composición y Arreglo: Tetsuya Komuro
  - Artista: TM Network (Tetsuya Komuro, Takashi Utsunomiya y Naoto Kine)

## Distribución
La película hizo su debut en Estados Unidos el 20 de gosto del 2002 en DVD. Posteriormente fue lanzada junto con otras producciones ambientadas en la Guerra de Un Año (Específicamente: Mobile Suit Gundam, Mobile Suit Gundam: The 08th MS Team, Mobile Suit Gundam 0080: War in the Pocket, y Mobile Suit Gundam 0083: Stardust Memory).

### Distribución casera
Bandai lanzó una edición limitada de la película en DVD en 2001. El producto venía en un estuche marrón grabado con el logotipo de Neo Zeon en dorado. El DVD fue reeditado como parte de la línea Anime Legends en 2006.

### Videojuegos
En 1998, Bandai produjo un juego de lucha 3D basado en Char's Counterattack como parte de las celebraciones del Vigésimo(20) aniversario de Gundam. El juego contó con escenas de la película que fueron reeditadas y mejoradas con gráficos generados por computadora. El juego también cuenta con escenarios ofreciendo los clásicos encuentros entre Amuro y Char en la serie original de Mobile Suit Gundam.